# 17042 Madiraju
17042 Madiraju è un asteroide della fascia principale. Scoperto nel 1999, presenta un'orbita caratterizzata da un semiasse maggiore pari a 2,4457673 UA e da un'eccentricità di 0,0915111, inclinata di 3,79864° rispetto all'eclittica.